# Vladimir Vasil'evič Ščerbickij
Vladimir Vasil'evič Ščerbickij (in russo Владимир Васильевич Щербицкий? in ucraino Володимир Васильович Щербицького?, Volodymyr Vasil'ovyč Ščerbic'kij; Verchnedneprovsk, 17 febbraio 1918 – Kiev, 16 febbraio 1990) è stato un politico sovietico ucraino.

## Biografia
Nato nel Governatorato di Ekaterinoslav, studiò presso la facoltà di meccanica dell'Istituto chimico-tecnologico di Dnepropetrovsk dal 1936 al 1941 e l'anno dopo, iscrittosi al Partito Comunista di tutta l'Unione, frequentò l'Accademia militare di difesa chimica. Dal 1942 al 1946 servì nell'Armata Rossa, mentre successivamente fece carriera all'interno del Partito Comunista dell'Ucraina, entrando nella seconda metà degli anni cinquanta a far parte dei suoi massimi organismi dirigenti.
Nel 1961 divenne Presidente del Consiglio dei ministri della RSS Ucraina (avrebbe avuto tale ruolo fino al 1963 e poi dal 1965 al 1972) ed entrò nel Comitato Centrale del PCUS. Dal 1971 fece parte del Politburo e dal 1972 fu Primo segretario della sezione ucraina del PCUS. Si ritirò in pensione nel 1989 e morì l'anno successivo.